# Wollo
Wollo fou una regió històrica i una província d'Etiòpia creada el 1942 i que nominalment va existir fins al 1995, situada al nord-est del país amb capital a Dessie. Agafa el nom del grup o clan dels oromo anomenat Wollo Oromo, que es va establir a la zona al segle XVII; anteriorment la regió era coneguda com a Lakomelza.
La província estava dividida en 11 awraja (districtes).
- Awsa
- Borena
- Dese Zuriya
- Kalu
- Lasta
- Raya i Kobo
- Wadla Delanta
- Wag
- Were Himeno
- Were Ilu
- Yeja

## Història
La regió va pertànyer a Ifat i després a Adal. En una data desconeguda entre el segle X i el XIII l'islam va començar a penetrar al país que fou conegut com a Lakomelza; els oromos van arribar a la zonaal segle xvi i van dominar el país. Es van establir alguns regnes i dominis a la zona, anomenada Walo (Wallo o Wollo) pels oromos; Wasal (prop de la moderna Dessie) era una ciutat destacada del territori on cristians i musulmans van conviure durant segles; però la seva història és poc coneguda fins al segle xix.
El 1855 l'emperador Tewodros I va anar a Wollo per annexionar la regió; a la seva mort el 1855 (el va succeir Tewodros II) el rei Menelik de Shoa va intentar annexionar Wollo al seu regne i va lluitar contra Abba Watew i Mohammed Ali (que després fou el negus Mikael). Dos dels caps de Wollo, Amede Liben i l'esmentat Mohamed Ali, es van sotmetre o el segon fou confirmat com a governador dels territoris entre els rius Wayat i Bashilo i va emparentar amb la casa reial de Shoa; Abba Watew va poder conservar la regió de Tehuledere, amb seu a Azwa Gedel, que va conservar fins a la seva mort el 1881. Tewodros II va fer diverses campanyes a Wollo (1855-1868).
Després de la coronació de Yohannes IV (sobirà 1872-1189) el poder de Menelik al Wollo es va incrementar i va suposar un desafiament directe pel negus Yohannes que el 1878 va anar a Wollo i va establir els seus quarters a Boru Meda (prop de la moderna Dessie) on Amede Liben i Mohammed Ali se li van sotmetre i es van fer cristians, agafant els títols i noms de Ras Woldemariam i Ras Mikael. A la mort de Yohannes IV a Matemma el 1889 Menelik va dirigir el seu exèrcit cap al nord per enfrontar als que no el reconeixien. L'acompanyava l'emperadriu Taytu. Menelik va arribar fins a la Província de Tigre, i Taytu es va quedar a Ayteyefe a Wollo; Melelik després va retornar a Wollo i es va reunir allí amb Taytu. El negus Tekle Haymanot Tessemma de Gojjam va anar allí a fer homenatge a l'emperador. El 1881 va morir Abba Watew, i Ras Mikael va annexionar els seus territoris i va quedar com únic governant a Wollo; llavors tenia la seva seu a Tenta (Were Himano) però es va traslladar a Kuru Amba (a Hara Wobelo) a la regió de Gerado i a pocs quilòmetres d'allí va fundar (1882) una ciutat al turó de Jemmie, que va portar aquest nom però que després seria la ciutat de Dessie, i que fou la nova capital de Wollo. Yohannes IV hauria estat a Jemmie el 1883 i altres cops posteriorment i li va agradar molt, i l'anomenada "La meva Joia" que en amhara és Dessie, nom que li va quedar a la ciutat (no obstant aquesta etimologia és popular i, per tant, incerta). Ras Mikael hi va construir el seu palau a l'inici del segle XX (acabat el 1907).
Després de la primera guerra italo-etiòpica, acabada amb la batalla d'Adua, el comerç a Wollo es va incrementar i quan es va signar un tractat de comerç entre l'emperador Menelik II i Ferdinando Martini (governador d'Eritrea) el 21 de juliol de 1906, una agència italiana es va establir a la capital de Wollo, i el 1907 s'hi va obrir un consolat. Wollo servia com a lloc d'exili dels rivals regionals i també com a presó per aquestos. Negus Tona de Wolayta, Ras Abate i Lij Iyassu van estar presoners a Dessie.
A la mort de Menelik II, el seu net Lij Iyassu, el fill de Ras Mikael, fou entronitzat el 1913. Després d'uns mesos, Lij Iyassu va elevar al seu pare a rei de Wollo i Tigray (Regne de Zion o Siyon). Ras Mikael foi coronat negus o rei el 31 de maig de 1914 si bé Lij Iyassu no va estar present en aquest esdeveniment i hi va enviar a alguns oficial com Ligaba W/Gabriel i Bejirond Yiggazu. Ras Mikael fou coronat a Dessie per Abuna Petros, el bisbe de l'emperador, davant d'una massa de 50.000 persones.
Lij Iyassu no va conservar el tron gaire temps. La conspiració que el va enderrocar el 1916 va permetre coronar a l'emperadriu Zewditu, filla de Menelik II. Després de ser deposat Lij Iyassu va anar a Wollo des de Harar; aquestos fets va molestar a Ras Mikael i els dirigents de Wollo que lògicament donaven suport a Lij Iyassu, i va crear un conflicte amb el poder central que va acabar portant a un conflicte armat; Ras Mikael va marxar amb 80.000 homes cap a Addis Abeba i va aconseguir una victòria inicial a Tora Mesk; les forces de Ras Teferi i Ras Mikael es van enfrontar a les planes de Segele el 22 d'octubre de 1916, i el rei de Zion va ser derrotat i fet presoner. Ras Yimer i fitawrari Sirah Bizu van aconseguir no obstant trobar a Lij Iyassu i es van dirigir a Maqdala per resistir a les victorioses forces de Shewa (Shoa) que estaven sotmetent Wollo; el govern de la província de Wollo fou confiat a Ras Giyorgis (fins al 1918 que el va succeir Ras Kebede Mengesha). Durant un cert temps els partidaris de Lij Iyassu va continuar oferint resistència a les forces del govern central. Lij Iyassu va ser capturat a la Província de Tigre el 1921. Ras Teferi va anar llavors a Wollo (21 de maig de 1921) i es va trobar allí amb Ras Gugsa de Begemder i Ras Hailu de Gojjam; es va negociar amb Ras Siyum, el principal cap dels partidaris de Lij Iyassu, per acabar el conflicte sense sang. Ras Siyum finalment es va rendir el 17 de juny de 1921. Ras Gugsa Araya va portar a Lij Iyassu a Dessie, al Wollo, i el va entregar simbòlicament a Ras Teferi (Iyassu va quedar presoner fins que fou assassinat el 1935 quan es va dir que els invasors italians el volien restablir al tron). Tot seguit Ras Teferi va tornar a Addis Abeba i el governador Ras Kebede Mengesha va conservar el càrrec fins al 1925 quan el va succeir dejazmach Siyum Desta.
El febrer de 1926 tot el Wollo va esdevenir feu personal de Ras Teferi que va encarrer el govern a Ras Imru Haileselassie que va introduir molts canvis en l'administració i les infraestructures. Ras Teferi fou coronat emperador (Neguse Negest) el 2 de novembre de 1930, com Haile Selassie I, i el seu jove fill Asfa Wossen, de 16 anys (que també era besnet de Ras Mikael), va rebre el govern de Wollo assistit pel dejazmatch Wodajo Ali com a conseller però amb un governador general (enderassie) efectiu que fou el fitawrari Fikre Mariam. La situació va romandre sense canvis fins a finals del 1935 quan Wollo fou envaït pels italians. Llavors Haile Sellassie va fugir d'Addis Abeba i va arribar a Dessie el 30 de novembre de 1935; la ciutat fou bombardejada el 3 de desembre de 1935 pels italians, i el bombardeig va seguir l'endemà forçant als habitants a abandonar la ciutat. Haile Selassie va aguantar a Wollo durant el desembre de 1935 i el gener de 1936 junt amb el seu fill, i el governador d'Harar; el 21 de febrer de 1936, Haile Selassie, Ras Getachew Abate, fitawrari Biru Wolde Gabriel, dejazmach Haileselassie Abaineh, i dejazmach Adefresew van abandonar Wollo i es van dirigir al nord. Asfa Wossen va romandre a Dessie fins al 14 d'abril de 1936 quan juntament amb dejazmach Wodajo Ali i dejazmach Fikremariam es va haver de retirar i el 15 d'abril els italians ocupaven Dessie on va fer la seva entrada el mariscal Badoglio el 20 d'abril. Wollo va esdevenir un comissariat (Commissariato dell'Uollo) del govern o districte Amhara de l'Àfrica Oriental Italiana creat l'1 de juny de 1936. L'octubre de 1940 una part del Wollo amb Dessie fou transferit al govern de Shoa (Governo Della Scioa)
Entre el 17 i el 27 d'abril de 1941 els italians van haver d'abandonar Dessie i el Wollo a mans de les forces britàniques; la guarnició italiana de la ciutat es va rendir al general Pienaar (de la I Brigada sud-africana) al que ajudaven 500 etíops partidaris de l'emperador manats pel capità Campbell.
El 1942 les províncies d'Amhara Sayint, Azabo, Lasta, Raya, Wag, i Yejju es van reunir a Wollo. Un cert nombre de revoltes de camperols van afectar Wollo, incloent la rebel·lió Woyane iniciada a finals del 1942 i que va tenir el seu desenvolupament màxim el 1943 a la Província de Tigre oriental arribant fins a Wollo, i les revoltes dels Yejju Oromo el 1948 i el 1970. Amb la nova constitució de 1995 Wollo fou repartida entre la Regió Àfar (la part del Wollo situada a la depressió àfar), la Regió Tigre (a la que va passar la part nord-oest, i la regió Amhara que va absorbir la resta a les muntanyes etiòpiques.